# Durham (New Hampshire)
Durham ist eine Stadt (town) in New Hampshire in den Vereinigten Staaten. Sie liegt im Strafford County. Im Jahr 2020 hatte Durham 15.490 Einwohner.

## Geographie
Durham liegt am Ufer des Oyster River (früher: Shankhassick River), der in den Lamprey River mündet. Das Gebiet wird auch Great Bay genannt. Die Hauptstadt New Hamphires, Concord, liegt etwa 40 Kilometer westlich von Durham. Nach Dover sind es acht Kilometer nach Nordnordosten. Der Bahnhof von Durham (Durham-UNH) an der Bahnstrecke Wilmington–Agamenticus wird von den Downeaster-Fernzügen Boston–Portland der Amtrak bedient.
Beech Hill ist die höchste Erhebung mit 89 Metern.

## Geschichte
Die Abenaki siedelten ursprünglich hier und ihre Siedlung nannte sich Wecannecohunt (oder kurz: Wecohamet).
1622 erschienen hier die ersten englischen Siedler. Sie fanden um 1633 ihre ersten Siedlungen, die sich über das Gebiet um den Oyster River erstreckten und um 1640 hatte sich eine florierende Ortschaft, noch Oyster River Plantation genannt, etabliert. Es entstand ein umfangreicher Warenaustausch mit der Alten Welt. Pelze und Fisch wurden nach Europa exportiert, Rindvieh, Schweine, Schafe und Pferde wurden eingeführt. Das importierte Vieh zertrampelte die Pflanzungen der Siedlung Wecannecohunt. Der Konflikt der neuen und alten Bewohner führten zur Tötung zahlreicher Tiere.
Der Echokonflikt des Pfälzer Erbfolgekriegs, der sog. King William’s War, führte am 18. August 1694 zum sog. Oyster River Massacre, bei der die Franzosen und die verbündeten Abenaki 21 Einwohner der Oyster River Plantation töteten. Zahlreiche Häuser wurden niedergebrannt.
Die Oyster River Plantation war abhängig von der Stadt Dover. 1716 wurde es eigenständiges Kirchspiel, 1732 eigenständige Ortschaft und wurde in Durham unbenannt. Dass Durham nach der britischen Stadt Durham benannt wurde, ist wahrscheinlich, aber nicht nachgewiesen.
1866 wurde in Hanover das New Hampshire College of Agriculture and the Mechanic Arts gegründet worden und zog 1893 nach Durham. 1923 wurde daraus die University of New Hampshire. Die Thompson Hall der Universität ist nach dem Gründer Benjamin Thompson (1806–1890) benannt.

## Persönlichkeiten
- Daniel Ford (* 1931), Schriftsteller
- Sam Fuld (* 1981), Baseballspieler und -manager
- Louis Janin (1893–1997), Malerin
- Joyce Maynard (* 1953), Journalistin
- Deron Quint (* 1976), Eishockeyspieler
- Daniel Chapman Stillson (1826–1899), Erfinder der Rohrzange
- Ben Sulsky (* 1987), Pokerspieler

## Galerie

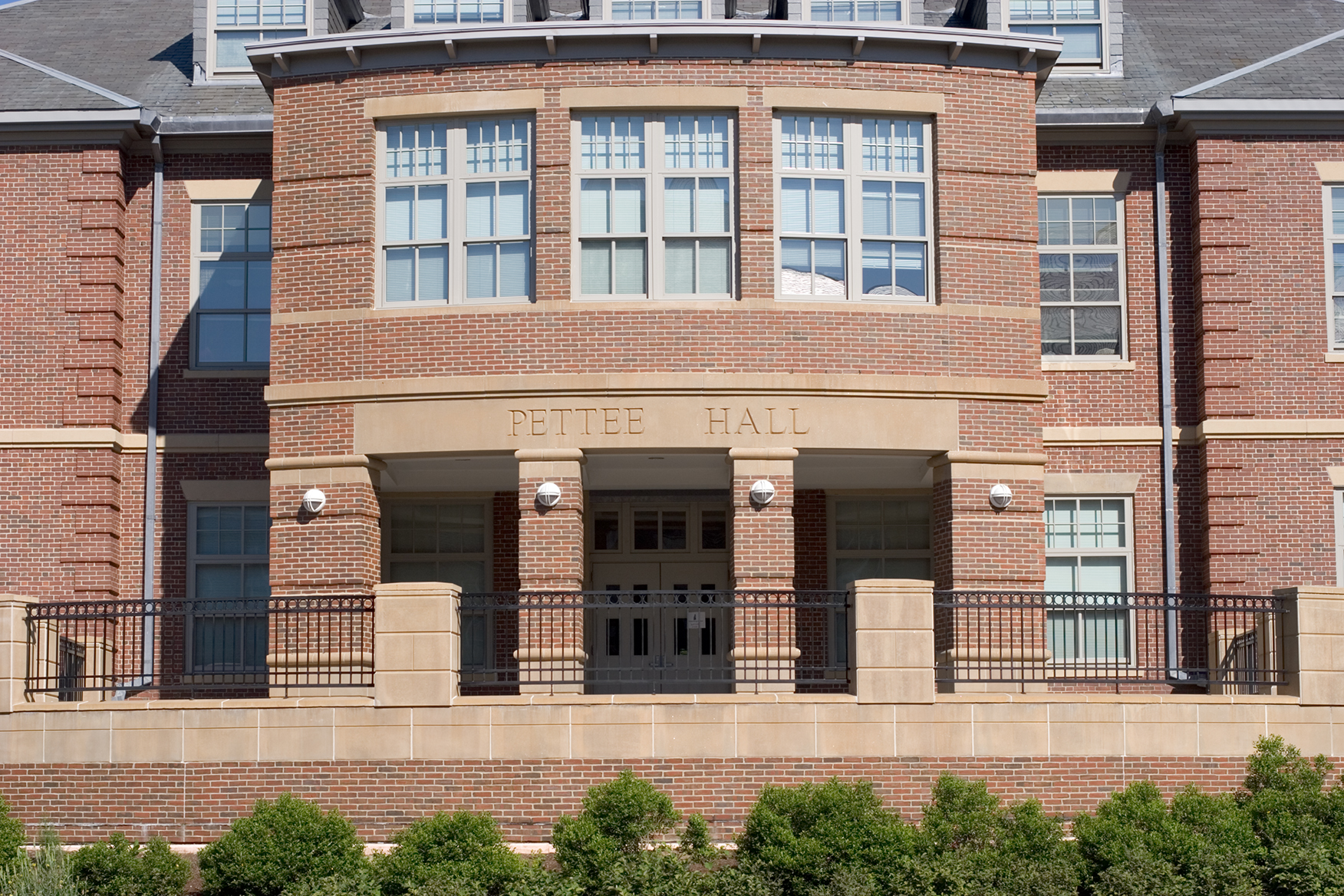
Pettee Hall
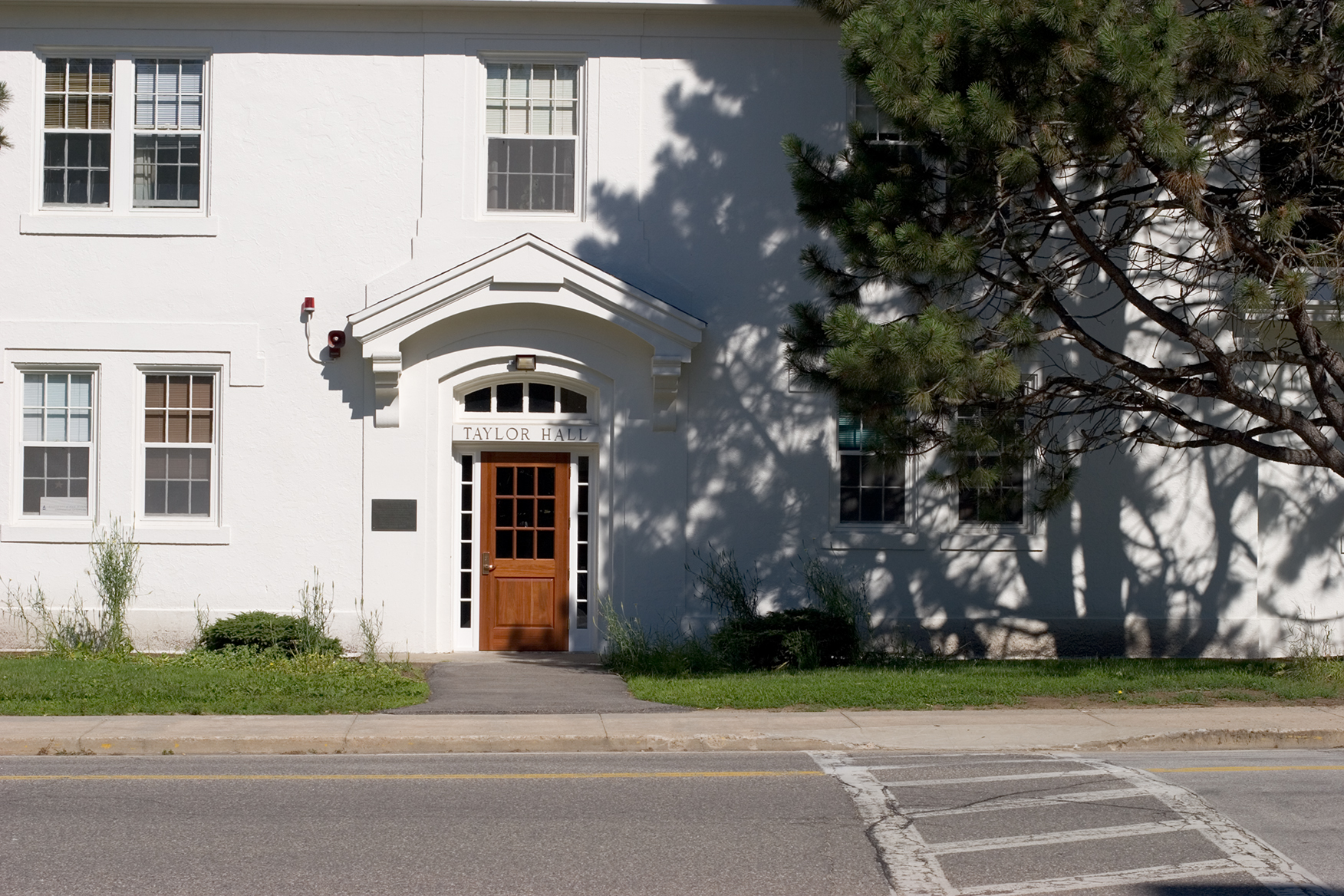
Taylor Hall
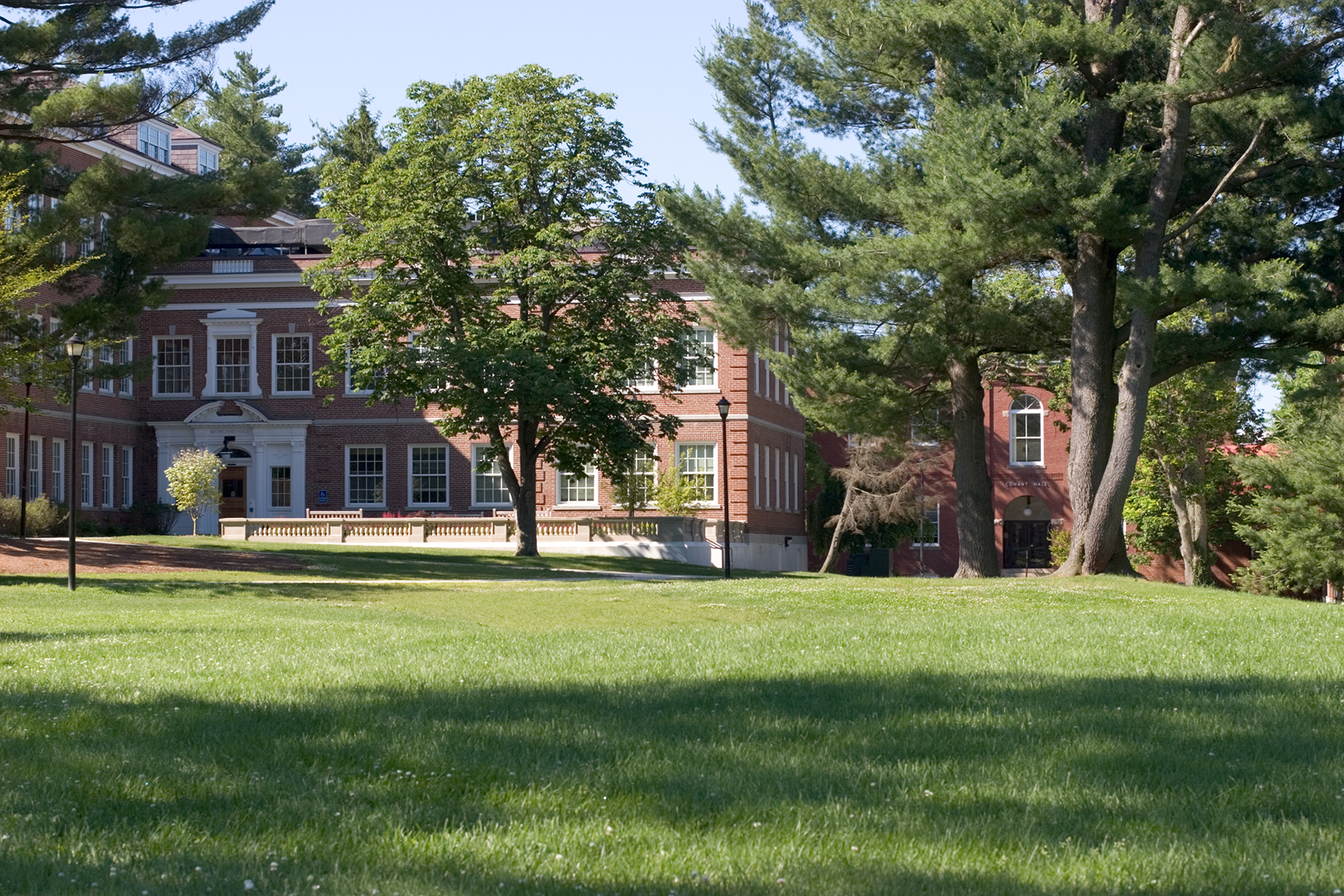
Murkland Hall
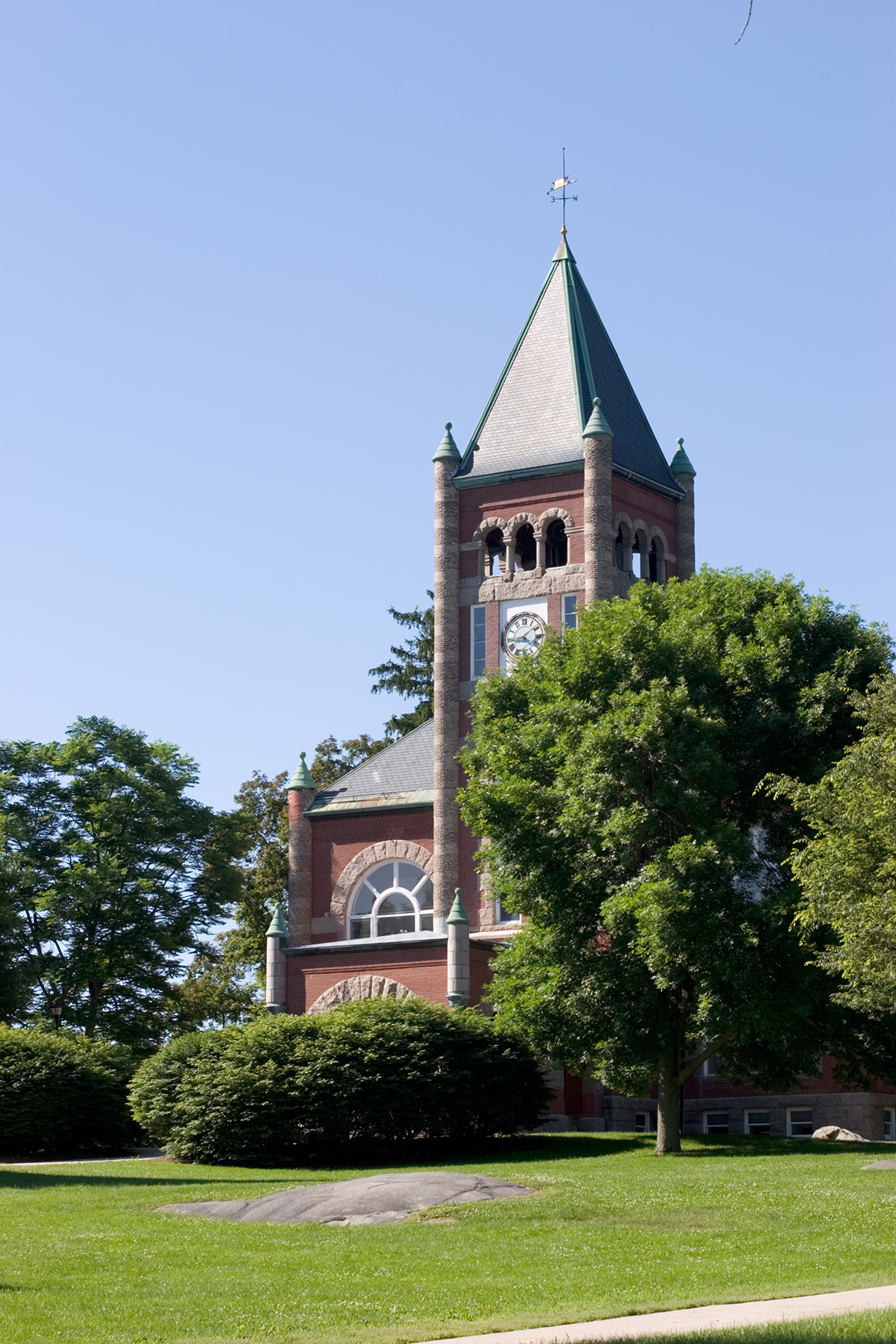
Thompson Hall
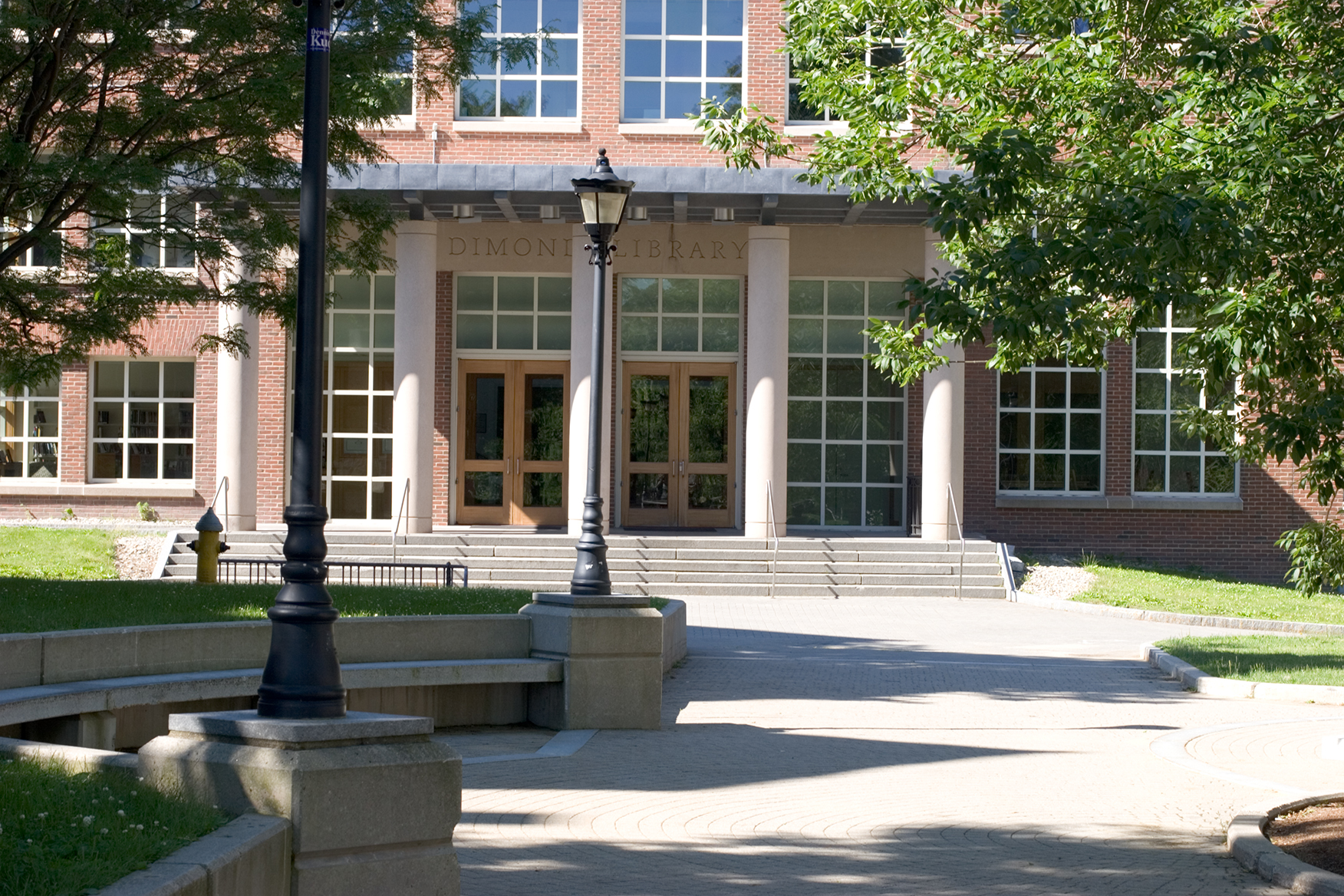
Dimond Library
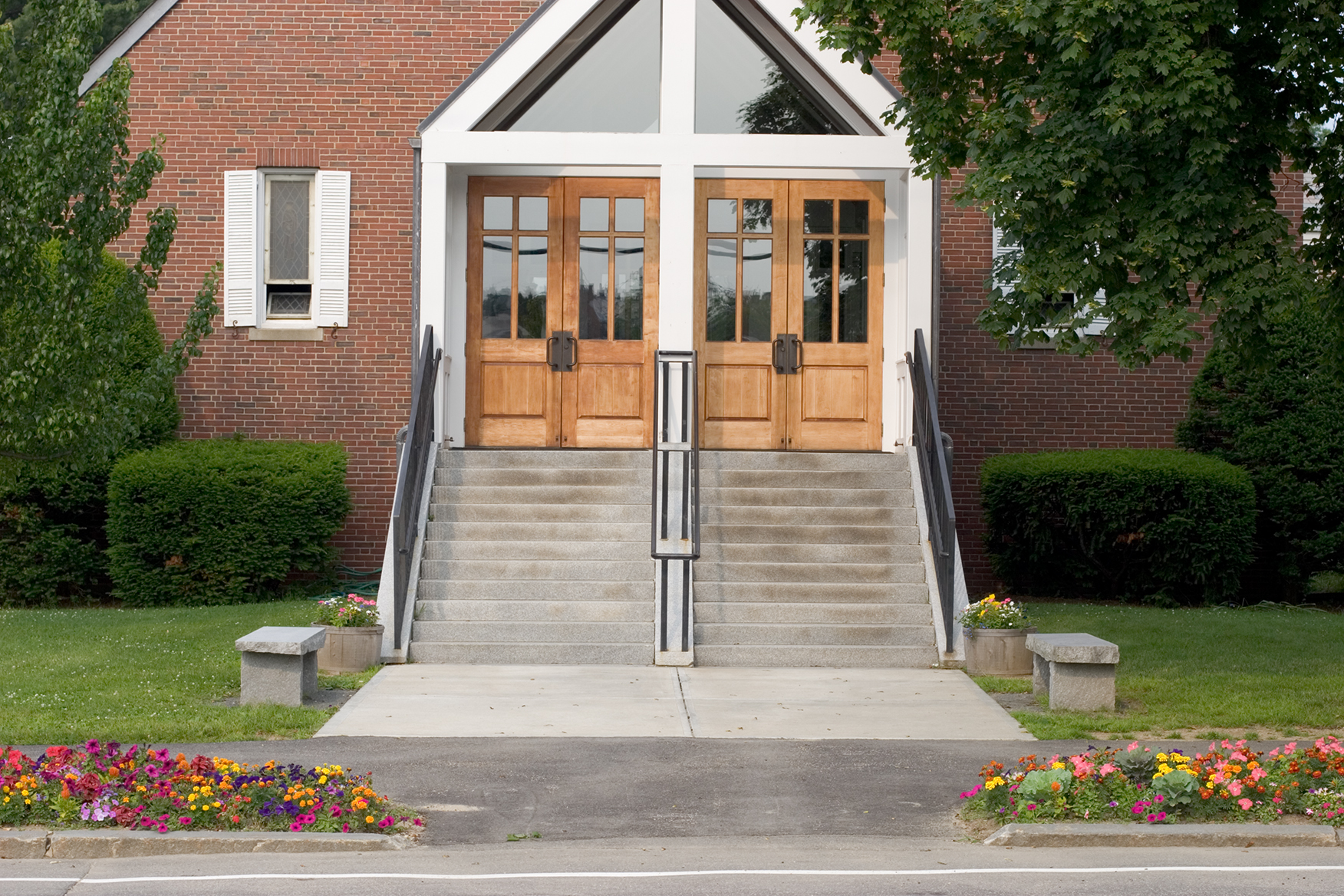
St. Thomas More Parish
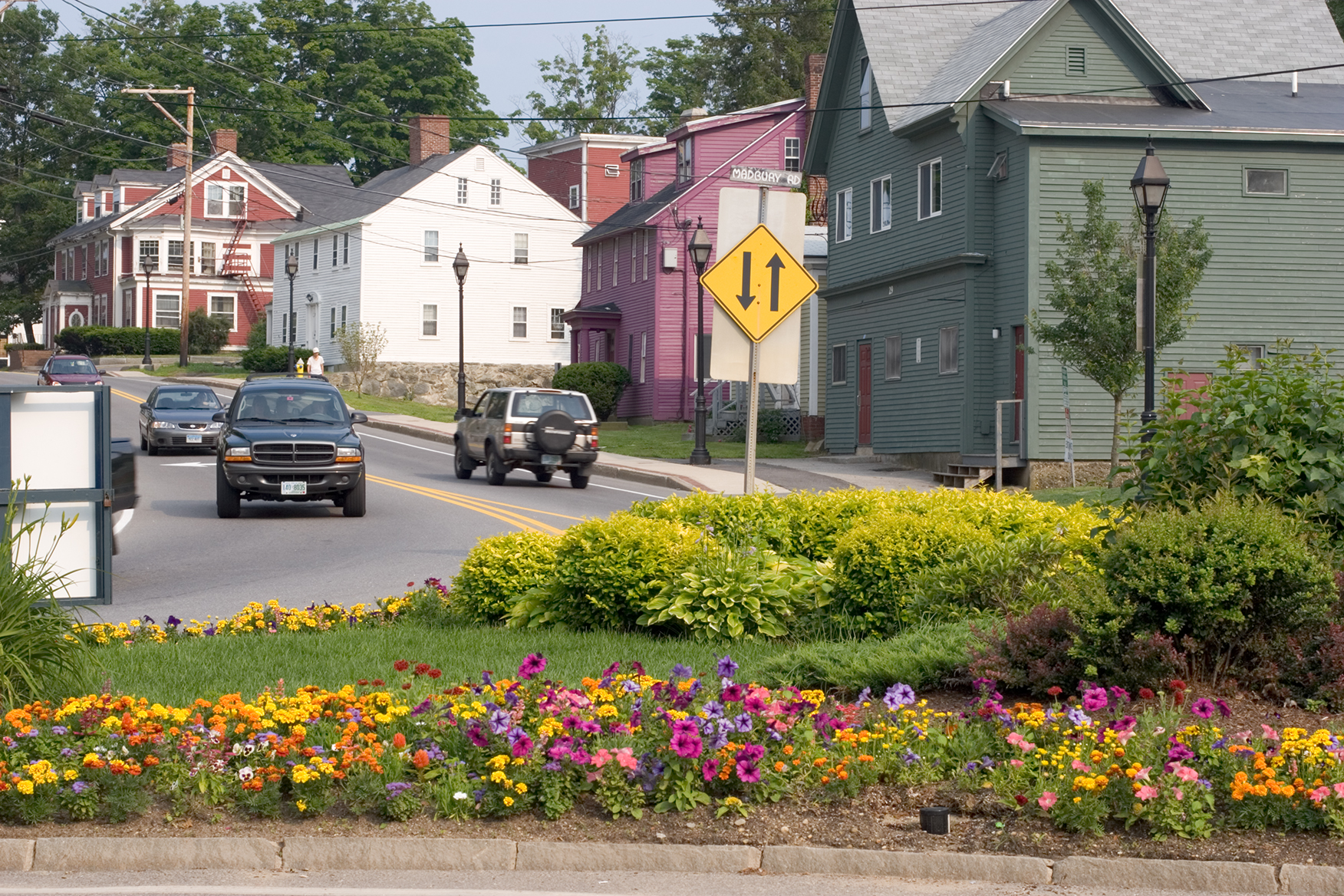
Downtown at Madbury Road and Main Street
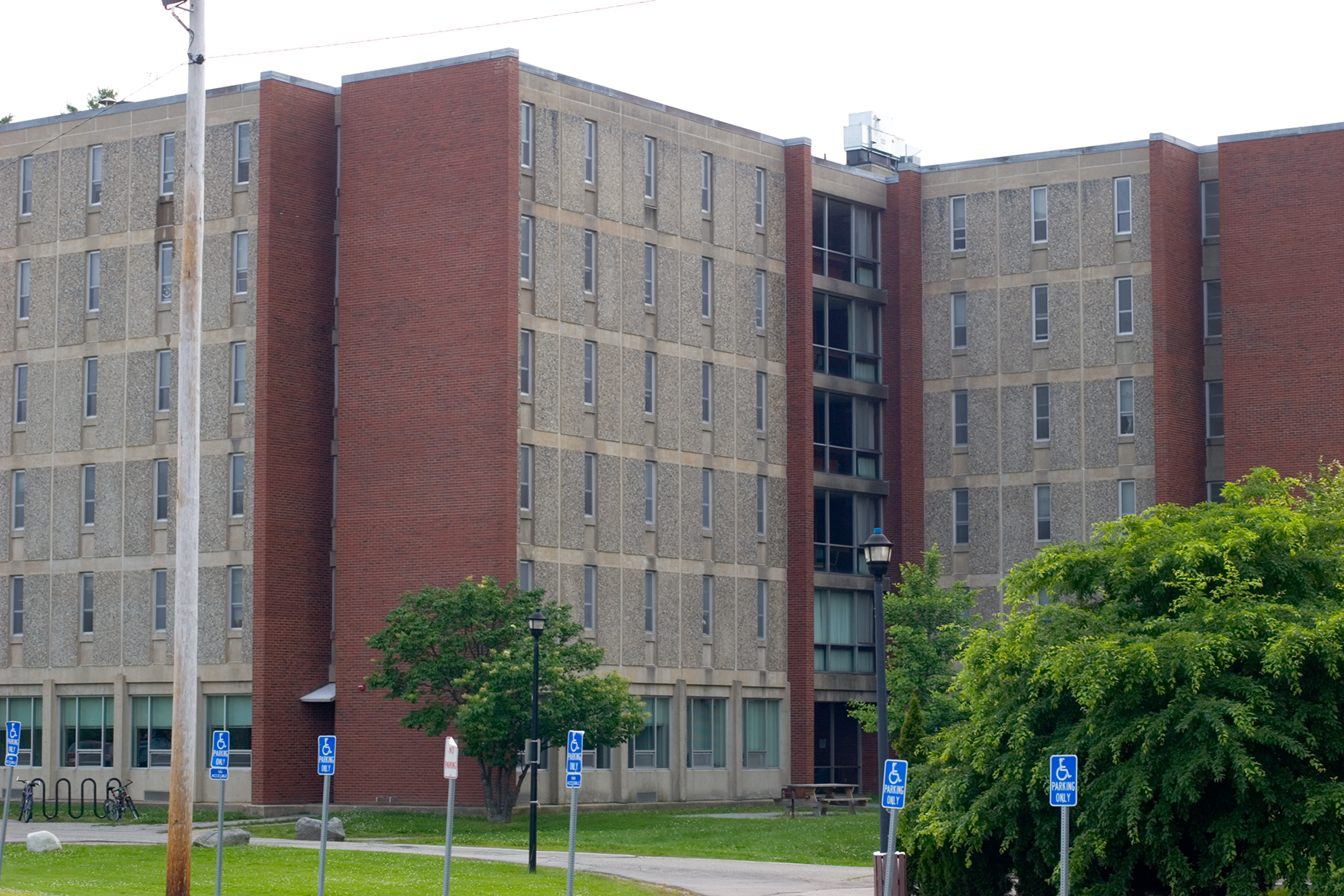
Babcock Hall